# Georg Preidler
Georg Preidler (* 17. Juni 1990 in Graz) ist ein ehemaliger österreichischer Radrennfahrer.

## Sportlicher Werdegang
Georg Preidler begann seine internationale Karriere 2010 beim österreichischen Continental Team ARBÖ Gourmetfein Wels und wurde in diesem Jahr Zweiter der österreichischen Bergmeisterschaften.
Preidler studierte neben dem Radsport Bergbau auf der Montanuniversität Leoben.
Im Jahr 2011 wechselte er zum Tyrol Team. Als erster Österreicher gewann er das zum Rad-Nationencup der Männer U23 gehörende Etappenrennen Toscana-Terra di Ciclismo-Coppa delle Nazioni und in derselben Woche den Gran Premio Palio del Recioto. Bei den Österreichischen Straßenmeisterschaften der U23 wurde er Dritter.
Nach einem Jahr beim Professional Continental Team Type 1-Sanofi wechselte Preidler 2013 zum ProTeam Argos-Shimano. Für diese Mannschaft bestritt er seine ersten Grand Tours: Er wurde 36. der Vuelta a España 2013 und beendete den Giro d’Italia 2014 auf Rang 27.
2015 wurde der Österreicher nationaler Meister im Einzelzeitfahren und bestritt zum ersten Mal die Tour de France, wo er Elfter im Nachwuchsklassement wurde. Beim Giro d’Italia wurde Preidler auf der 14. Etappe aus einer dreiköpfigen Gruppe heraus Dritter und wurde am Ende 26. im Gesamtklassement. 2017 wurde Preidler zum wiederholten Male österreichischer Meister im Einzelzeitfahren.
2018 wechselte er nach fünf Jahren bei Sunweb zur französischen Mannschaft Groupama-FDJ und wurde mit 4,5 Sekunden Vorsprung auf den Vorarlberger Matthias Brändle zum dritten Mal Staatsmeister im Zeitfahren und Dritter im Straßenrennen. Des Weiteren entschied er die 6. Etappe der Polen-Rundfahrt für sich, nachdem er sich kurz vor dem Ziel von der Gruppe der Favoriten auf die Gesamtwertung absetzen konnte und verzeichnete somit seinen ersten Sieg in der UCI WorldTour.
Im Zuge der „Operation Aderlass“ wurde im März 2019 bekannt, dass Preidler eine Selbstanzeige wegen versuchten Blutdopings erstattet hat.
Er habe sich zweimal Blut abnehmen, aber nie rückführen lassen. Zugleich erklärte er seinen sofortigen Rücktritt. Im Juni 2019 wurde bekannt, dass Preidler doch aktiv Doping betrieben haben soll, weshalb ihm alle 2018 erbrachten Leistungen aberkannt wurden und er, sowie sein Kollege Stefan Denifl, für vier Jahre vom Radsport gesperrt wurden.
Im September 2019 wurde Georg Preidler von der Staatsanwaltschaft Innsbruck wegen „gewerbsmäßigen schweren Betrugs“ angeklagt, nachdem er im März Selbstanzeige erstattet hatte. Er habe ab Beginn des Giro d’Italia 2017 mit dem Doping begonnen.
Am 14. Jänner 2020 musste sich Preidler zusammen mit dem Skilangläufer Dominik Baldauf am Landesgericht Innsbruck wegen des Vorwurfs des gewerbsmäßigen schweren Betrugs verantworten.
Am 16. Jänner 2020 wurde berichtet, dass Preidler vor Gericht zugegeben habe, "Blutdoping betrieben zu haben".
Preidler wurde vom Landesgericht Innsbruck wegen schweren Betrugs zu zwölf Monaten bedingt (auf Bewährung) verurteilt.

## Erfolge
2010

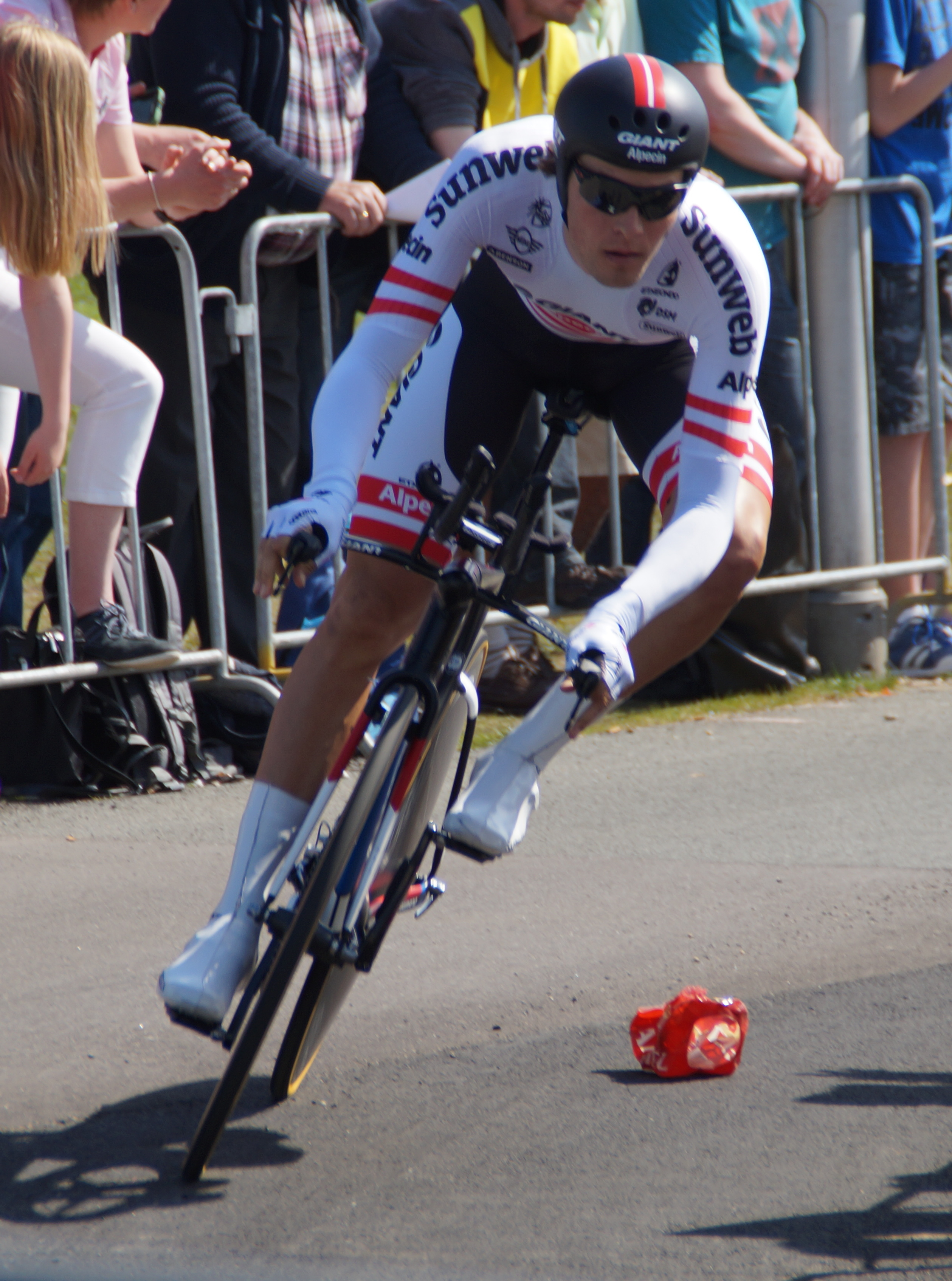
Preidler beim Giro 2016

- Österreichische Meisterschaft – Berg

2011
- Toscana-Terra di Ciclismo-Coppa delle Nazioni
- Gran Premio Palio del Recioto
- Österreichische Meisterschaft – Straßenrennen (U23)

2012
- Bergwertung Österreich-Rundfahrt

2013
- Bergwertung Étoile de Bessèges

2015
- Österreichischer Meister – Einzelzeitfahren

2017
- Bergwertung Ruta del Sol
- Österreichischer Meister – Einzelzeitfahren

2018
- Österreichischer Meister – Einzelzeitfahren
- eine Etappe Polen-Rundfahrt

## Grand-Tour-Platzierungen
| Grand Tour            | 2013 | 2014 | 2015 | 2016 | 2017 | 2018 |
| --------------------- | ---- | ---- | ---- | ---- | ---- | ---- |
| Giro d’ItaliaGiro     | –    | 27   | –    | 26   | 71   | 29   |
| Tour de FranceTour    | –    | –    | 87   | 56   | –    | –    |
| Vuelta a EspañaVuelta | 36   | –    | –    | –    | –    | DNF  |